# Heinrich Berolzheimer

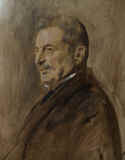
Heinrich Berolzheimer

Heinrich Berolzheimer, in den USA Henry Berolzheimer, (* 6. September 1836 in Fürth; † 15. April 1906 in Nürnberg) war ein deutscher Unternehmer, der bereits in den 1860er Jahren in die Vereinigten Staaten expandierte. 

## Leben
Der Vater Daniel Berolzheimer († 1859) gründete 1856 zusammen mit Leopold Illfelder die erfolgreiche VERA-Bleistiftfabrik. 
Heinrich Berolzheimer machte eine Banklehre. Nach dem Tod seines Vaters übernahm er dessen Anteil und führte das Unternehmen, zunächst als kaufmännischer Leiter, gemeinsam mit Illfelder weiter. 1862 heiratete er Karolina Schnebel, mit der er vier Söhne und eine Tochter hatte. 
Das Unternehmen vertrieb seine Produkte bis nach Amerika. 1868 gründete er mit Leopold und Bernhard Illfelder in New York zunächst eine Niederlassung und später eine eigene Fabrik Berolzheimer, Illfelder & Co. Nach dem Ausscheiden der Teilhaber führte er ab 1882 diese Gesellschaft allein unter der Firma Eagle Pencil Company weiter, Illfelder und sein Sohn Martin übernahmen stattdessen den Betrieb in Fürth, Schwabacher Straße 52, unter der Firma Illfelder & Co. Später übertrug Berolzheimer sein Unternehmen seinen Söhnen Emil und Philipp. Joseph Reckendorfer (* um 1837 in Fürth; † 7. Juli 1883) wurde Präsident der Eagle Pencil Company.
1869 wurde Berolzheimer in die Fürther Freimaurerloge Zur Wahrheit und Freundschaft aufgenommen. 
Nach seiner Rückkehr aus den USA lebte er in Nürnberg. 1895 wurde ihm der Ehrentitel eines (königlich bayerischen) Kommerzienrats verliehen. In den USA hatte er Volksbibliotheken kennengelernt, nach deren Vorbild er 1904 in Fürth das Berolzheimerianum, Sitz der heutigen Comödie Fürth, und in Nürnberg das Luitpoldhaus stiftete. Für seine großzügigen Stiftungen verliehen ihm 1904 die Stadt Fürth und 1905 die Stadt Nürnberg ihre Ehrenbürgerwürden.
Die Eagle Pencil Company wurde 1969 von der Berol Corporation übernommen.